# المجموعة الدولية للثدي
المجموعة الدولية للثدي منظمه غير ربحيه لمجموعات البحوث الاكاديميه لسرطان الثدي من جميع انحاء العالم، مع مقرها في معهد جول بورديت في بروكسل في بلجيكا. تسهل البحث في سرطان الثدي علي المستوي الدولي من خلال تحفيز التعاون بين أعضائها والشبكات الاكاديميه الأخرى، والتعاون مع  صناعه الادويه. وهذا التعاون الواسع النطاق أمر بالغ الاهميه لاحراز تقدم كبير في بحوث سرطان الثدي، والحد من الازدواجية المهدرة في الجهود، وتقديم الخدمات المثلي للمتضررين من المرض. تأسست من قبل قاده الراي الأوروبي الرائدة في 1996، وتشكل الآن شبكه من مجموعات 50 مقرها في أوروبا وكندا وأمريكا اللاتينية واسيا وأستراليا. وترتبط هذه الكيانات البحثية بحوالي 3000 مستشفي متخصصة ومركز أبحاث في جميع انحاء العالم. يتم تشغيل أكثر من 30 تجارب سريرية أو أيضا تحت التطوير. يعمل أيضا بشكل وثيق مع المعهد الوطني للسرطان في الولايات المتحدة الأمريكية ومجموعات سرطان الثدي في أمريكا الشمالية، بحيث يعملون معا كقوة دمج قوية في الساحة البحثية لسرطان الثدي. التعاون الدولي يجعل من الممكن إجراء دراسات لا يمكن لمجموعه أو شبكه بحثيه واحده ان تضطلع بها بمفردها، لا سيما وان العلاجات تصبح مستهدفه بصوره متزايدة. الجمع بين الجهود يجعل من الممكن لتسجيل اعداد كبيره من المرضي بسرعة، أو لتبادل البيانات والمعرفة والاجابه بكفاءة الاسئله العلمية الهامة. نتائج أسرع يعني فوائد مباشره أسرع للمرضي. وقد ركزت حتى الآن أساسا علي المحاكمات المساعد الكبيرة التي تبحث في الاسئله المتعلقة بالعلاج الكيميائي والبيولوجي أو لمجموعات خاصه من المرضي، مثل الشباب أو كبار السن.وتتضمن التجارب الكبيرة عنصرا بحثيا كبيرا بالمتعدية وتشدد علي جمع  العينات البيولوجية والمصرفية للبحوث المستقبلية.ومع ذلك، يوفر أيضا منتدى مناقشه للمحاكمات الوقائية والدراسات في سرطان الثدي المتقدم، وأطلقت برنامجا لتطوير العقاقير الحيوية والمخدرات تركز علي الدراسات الجديدة.  علي الرغم من اقتراب نهاية (2011) من الدعم الرسمي الذي تقدمه المفوضية الاوروبيه في اطار البرنامج الإطاري السادس، فان اتحاد ترانسبيغ، الذي يديره المقر الكبير، سيترك إرثا دائما في شكل مصرف للمواد البيولوجية ("بيوبنك"). وهي قيمة للغاية للبحوث، وسوف يسمح للباحثين من جميع انحاء العالم للوصول إلى البيانات الجينية والبيولوجية.

## روابط خارجية
- http://www.breastinternationalgroup.org/